# 蒋正华
蒋正华（1937年10月—），浙江富阳人，中华人民共和国人口学家及政治人物，原副国级领导人。印度孟买国际人口科学研究院毕业；教授，博士生导师，北京师范大学珠海分校商学院名誉院长。曾任中国农工民主党中央委员会主席，第九届、第十届全國人民代表大會常務委員會副委員長。

## 生平
1954年，蒋正华考入位于上海的交通大学电机系学习；后跟随学校迁到西安，并于1958年在新成立的西安交通大学毕业。毕业后，蒋正华留校任教；先后出任西安交通大学自动控制教研室、系统工程研究所助教、讲师、副主任。1980年至1982年间，蒋正华被派到在印度孟买国际人口科学研究院，攻读研究生。回国后，继续在西安交通大学系统工程研究所工作。1984年后，他历任系统工程研究所人口研究中心副主任，人口与经济研究所所长、教授、博士生导师。
1991年10月，蒋正华出任国家计划生育委员会副主任。1992年加入中国农工民主党，12月当选为农工民主党第十一届中央副主席；1993年底，他又当选为第22届国际人口学会理事会成员。1997年11月，蒋正华当选为农工民主党第十二届中央主席。1998年3月，第九届全国人大第一次会议上，他当选全国人民代表大会常务委员会副委员长。2002年12月，他连任农工民主党第十三届中央委员会主席；并继续当选第十届全国人大常委会副委员长。

## 社会兼职
法国巴黎大学、美国斯坦福大学客座教授，印度国际发展中心联合国专家，国务院人口普查办公室技术顾问，国际人口科学联盟理事会理事，陕西省人口学会副会长，中国人口学会常务理事、顾问，中国技术人口学会理事长等。

## 动态
2006年10月23日下午，到国家海洋局视察，听取了海洋事业工作情况汇报，并作了重要指示。
2007年6月23日上午，视察了南开大学
曾在时任陕西省委书记李建国等人陪同下，视察了西安新竹公司，并为其题字。